# Sun Life Financial
Sun Life Financial ([sʌn laɪf faɪˈnænʃl]) — канадская финансовая компания, предоставляющая инвестиционные и страховые услуги. Основным регионом деятельности является Канада, также значительно присутствие в США, Великобритании и некоторых странах Азии. Компания была основана в 1865 году в Монреале, в 1978 году штаб-квартира была перенесена в Торонто.
В 2015 году компания заняла 31-е место среди крупнейших инвестиционных компаний мира по размеру активов под управлением ($642,8 млрд). На конец 2020 года активы под управлением составили 1,25 трлн канадских долларов.

## История

### До Второй мировой войны
Компания была основана в Монреале (Квебек, Канада) под названием The Sun Insurance Company of Montreal в 1865 году Мэтью Гамильтом Голтом (1822—1887), ирландским иммигрантом, поселившимся в Монреале в 1842 году. К концу XIX века география деятельности была расширена в Центральную и Южную Америку, Соединённые Штаты, Великобританию, Вест-Индию, Японию, Китай, Индию, Северную Африку и другие регионы. В течение следующих пяти десятилетий компания росла и процветала, пережила трудности Первой мировой войны и большое число выплат, связанных с эпидемией гриппа 1918 года.
Первоначальное здание компании Dominion Square в Монреале было построено в 1918 году. В 1920-х годах компания завершила строительство своей новой 26-этажной штаб-квартиры. Хотя головной офис Королевского банка Канады на Сент-Джеймс-стрит был выше на несколько этажей, здание Sun Life Building было в то время самым большим по площади зданием в Британской империи.

### Вторая мировая война и послевоенные годы
Во время Второй мировой войны золотые запасы и ценные бумаги нескольких европейских стран были тайно перевезены в здание Sun Life Building на хранение.
В послевоенный период The Sun Insurance Company стала одним из крупнейших работодателей в Монреале, одной из ведущих корпораций Канады, а также занимала видное место в области страхования жизни на мировой арене. Если в первой половине XX века город Монреаль был экономическим центром Канады, то во второй половине он уступил первенство Торонто. Уже в 1950 году экономическая активность Торонто превзошла Монреаль в отношении торговли на фондовом рынке и капитализации. Появление в 1960-х годах политических и террористических движений, требовавших независимости Квебека от Канады, вызывало озабоченность у деловых кругов. В 1977 году новоизбранное суверенное правительство Квебека приняло Хартию французского языка, сделавшую использование французского языка обязательным. Этот закон был принят негативно англоговорящим деловым сообществом, многие из которых считали, что исторические права англоязычного меньшинства должны соблюдаться. 6 января 1978 года компания перенесла головной офис в Торонто (Онтарио) и начала сокращать своё присутствие в Монреале. В 1979 году компания приобрела недвижимость на Университетской авеню и Кинг-стрит в центре Торонто, и построила новый офисный комплекс Sun Life Centre в 1984 году.
В послевоенные годы Sun Life покинула ряд рынков, включая Китай и Индию, из-за экономических и политических изменений. В 1962 году Sun Life стала взаимной компанией и выкупила свои акции за 65 млн долларов. В 1973 году Sun Life открыла новую штаб-квартиру своей американской дочерней компании в Большом Бостоне, Массачусетс.

### 1980-е — 1990-е годы
Компания Sun Life продолжала расширять свой бизнес по управлению активами, приобретя в 1982 году Massachusetts Financial Services (MFS), бостонскую инвестиционную компанию, управляющую взаимными фондами. Также компания занялась взаимными фондами и в Канаде, создав в 1987 году Spectrum Mutual Fund Services (впоследствии проданный CI Financial), спустя десятилетие была приобретена канадская компания по управлению инвестициями McLean Budden (впоследствии объединена с MFS). Международное расширение продолжалось в 1990-х годах. В 1995 году Sun Life вышла на рынок Индонезии через местную компанию PT Asuransi Modern Sun Life, которая теперь называется PT Sun Life Financial Indonesia, а также открыла представительство в Пекине в рамках подготовки к началу деятельности в Китае. Спустя год Sun Life открыла сервисный центр в Уотерфорде (Ирландия) для обеспечения технической поддержки деятельности Sun Life.
В 1999 году Sun Life официально вернулась в Индию и Китай, создав два совместных предприятия — Birla Sun Life в Индии с местным партнёром Aditya Birla Group и Sun Life Everbright в Китае с партнёром China Everbright Group. В течение следующего десятилетия обе компании быстро росли — к сентябрю 2008 года насчитывалось 132 460 советников Birla Sun Life, работающих в 600 филиалах по всей Индии, а Sun Life Everbright открыла свой шестой филиал в Гуанчжоу. Сейчас Sun Life Everbright действует в 18 городах Китая.

### После 2000 года
В начале 1998 года Sun Life объявила о своём намерении вновь стать публичной компанией. В марте 2000 года акции Sun Life Financial Inc. начали котироваться на фондовых биржах Торонто (TSX), Нью-Йорка (NYSE) и Филиппин (PSE).
В 2002 году Sun Life поглотила Clarica Life Insurance Company из Уотерлу (Онтарио). Эта компания была основана в 1870 году под названием Mutual Life of Canada и до 1999 года оставалась взаимной. Бывший головной офис компании Mutual Life Assurance на 227 King Street South в Уотерлу стал операционным центром подразделения канадских операций Sun Life, в то время как штаб-квартира Sun Life остались в Торонто. Компания также имеет региональные офисы в Монреале, Оттаве, Эдмонтоне, Ванкувере, Галифаксе и Калгари. После поглощения бренд Clarica использовался для некоторых продуктов и видов деятельности до 2007 года.
В 2005 году Sun Life открыла сервисный центр в Гургаоне (Индия), обеспечивающий техническую поддержку деятельности Sun Life Financial по всему миру. В том же году Sun Life приобрела CMG Asia (Гонкогская страховая компания) и CommServe Financial (подразделение пенсионного страхования Commonwealth Bank of Australia), утроя свою клиентскую базу и добавив в спектр своих услуг коллективное страхование и пенсионное страхование.
В 2008 году Sun Life продала Scotiabank свой 37-процентный пакет акций CI Financial Income Fund. 18 января 2010 года Sun Life приобрела права на именование домашнего стадиона Майами Долфинс в Майами-Гарденс, штат Флорида, за $7,5 млн США в год. По пятилетнему контракту стадион назывался Sun Life Stadium. Срок действия контракта истёк в начале 2016 года.
В 2013 году Sun Life за 300 млн канадских долларов приобрела 49 % акций малайзийского совместного предприятия Aviva и CIMB Group. Столько же акций приобрёл малайзийский государственный инвестиционный фонд Khazanah Nasional. 2 процента остались у CIMB Group.

Своё присутствие на рынке управления активами Sun Life Financial увеличила, создав в 2014 году подразделение по управлению активами под брендом Sun Life Investment Management, стремясь повысить комиссионный доход и отойти от более капиталоёмких операций, таких как аннуитеты. Это подразделение в мае 2014 года возглавил Карл Банг, перешедший из Qatar Foundation. В 2015 году были куплены две американские компании по управлению активами, Ryan Labs и Prime Advisors, Inc.

## Деятельность
Основными направлениями деятельности Sun Life Financial являются страхование и инвестиции. Страховые услуги предоставляются в Канаде, США, Великобритании и некоторых странах Азии.
Компания состоит из четырёх основных подразделений:
- SLF Canada — страховые и инвестиционные услуги в Канаде, оказываемые через 4100 отделений; оборот в 2020 году составил 21,6 млрд канадских долларов.
- SLF U.S. — страховые услуги в США, в основном коллективное страхование сотрудников компаний; оборот составил 8,14 млрд долларов.
- SLF Asset Management — услуги по управлению активами в различных странах мира; офисы расположены в Бостоне, Гонконге, Лондоне, Мехико, Сан-Паулу, Сингапуре, Сиднее, Токио и Торонто; оборот составил 5,04 млрд долларов, из них 4,51 млрд в США.
- SLF Asia — страховые услуги в странах Азии (Филиппинах, Гонконге, Индонезии и Вьетнаме, а также через совместные предприятия в Индии, КНР и Малайзии); оборот составил 7,87 млрд долларов.

Страховые премии (плата за полисы) в 2020 году составили 26,2 млрд канадских долларов, в том числе 11,8 млрд — страхование жизни, 10,6 млрд — медицинское страхование, 3,7 млрд — аннуитеты, ещё 6,88 млрд принесла плата за услуги. Доход от инвестиционной деятельности составил 12,7 млрд. Страховые выплаты составили 18,3 млрд. В 2020 году было инвестировано 177,9 млрд собственных активов, около половины из этой суммы в корпоративные и государственные облигации (в основном Канады и США), ещё немногим менее трети инвестиций составили ипотечные кредиты и займы.
На конец 2020 года в компании работало 42 100 сотрудников и 140 тысяч независимых консультантов (с учётом совместных предприятий в Азии), она была представлена в 27 странах.
В списке крупнейших публичных компаний мира Forbes Global 2000 за 2021 год компания заняла 212-е место, в том числе 359-е по размеру выручки, 345-е по чистой прибыли, 162-е по активам и 616-е по рыночной капитализации.
Компания работает в Индии через основанную в 1994 году Birla Sun Life Asset Management Company (с 1999 года это совместное предприятие между Aditya Birla Group и Sun Life Financial). Birla Sun Life Mutual Fund — четвёртый по величине фонд Индии по размеру активов под управлением по данным AMFI от 31 марта 2014 года.
Sun Life Financial также имеет сильные позиции в управлении активами на Филиппинах, являясь самой крупной небанковской дочерней компанией по управлению активами в стране.

## Руководство
- Уильям Андерсон (англ. William D. Anderson) — председатель правления с мая 2017 года. Значительная часть карьеры прошла в аудиторской компании KPMG и канадской телекоммуникационной компании Bell Canada (BCE Inc.).
- Кевин Дэвид Стрейн (англ. Kevin David Strain) — президент и главный исполнительный директор с 2021 года, ранее был главным финансовым директором[1].

## Акционеры
Крупнейшие владельцы акций Sun Life Financial на 31 марта 2017 года.
| Название акционера                              | Количество акций | Процент |
| ----------------------------------------------- | ---------------- | ------- |
| RBC Global Asset Management, Inc.               | 45,850,062       | 7.50    |
| TD Asset Management, Inc.                       | 20,216,140       | 3.30    |
| BMO Asset Management, Inc.                      | 16,169,507       | 2.64    |
| The Vanguard Group, Inc.                        | 13,072,396       | 2.13    |
| CIBC World Markets, Inc.                        | 11,510,576       | 1.88    |
| The Toronto-Dominion Bank                       | 11,487,893       | 1.87    |
| 1831 Asset Management L.P.                      | 11,083,125       | 1.81    |
| FMR Co., Inc.                                   | 10,131,581       | 1.65    |
| Connor, Clark & Lunn Investment Management Ltd. | 9,630,016        | 1.57    |
| CIBC Asset Management, Inc.                     | 8,015,437        | 1.31    |
| Letko, Brosseau & Associates, Inc.              | 7,897,442        | 1.29    |
| Scotiabank                                      | 7,024,399        | 1.14    |
| Beutel, Goodman & Co. Ltd.                      | 6,087,354        | 0.99    |
| I.G. Investment Management, Ltd.                | 5,184,090        | 0.84    |
| Manufacturers Life Insurance Company            | 5,016,024        | 0.82    |
| T. Rowe Price Associates, Inc.                  | 4,191,900        | 0.68    |
| Capital International Investors                 | 2,826,900        | 0.46    |

## Дочерние компании
Основными дочерними компаниями являются Sun Life Assurance, предоставляющая страховые услуги, и Sun Life Global Investments Inc., в свою очередь являющуюся холдинговой компанией для инвестиционных компаний Massachusetts Financial Services Company, Bentall Kennedy и Sun Life Global Investments (Canada) Inc.

## Штаб-квартира
Комплекс Sun Life Centre в Торонто (Онтарио) был построен в 1984 году и состоит из двух башен. Штаб-квартира Sun Life размещена в Восточной башне, а Западная башня больше не принадлежит Sun Life.
Верхний этаж восточной башни, а также пространство на 16-м и 25-м этаже занимают St. Andrew’s club и конференц-центр, откуда открывается прекрасный вид на город. Центр Sun Life подключен к системе PATH (подземных пешеходных дорожек) Торонто, обе башни имеют выход на станцию метро St. Andrew.
В 2010 году Sun Life Centre был награждён сертификатом LEED Gold в соответствии с системой рейтинга LEED.
До появления Sun Life Centre здание Sun Life в Монреале было бывшим головным офисом. Здание Sun Life — это историческое 122-метровое 24-этажное офисное здание на улице Меткалф, 1155 на площади Дорчестер, в центре Монреаля, Канада.